# Brian Klugman
Brian Klugman, né le 15 septembre 1975 à Philadelphie (Pennsylvanie), est un acteur américain.

## Biographie
Klugman est né le 15 septembre 1975 dans la banlieue de Philadelphie, en Pennsylvanie. Ses parents sont Helen, enseignante d'école, et Gerald Klugman, agent immobilier.

## Filmographie

### Comme acteur
- 1993 : Fly by Night : Long Island Teen #1
- 1997 : Wishmaster : Medical Student
- 1998 : Suicide, the Comedy
- 1998 : Big Party (Can't Hardly Wait) : Stoner Guy
- 1999 : American 60's (The '60s) (TV) : Wahoo
- 1999 : Random Acts of Violence : Johnathan
- 1999 : Mrs. Tingle (Teaching Mrs. Tingle) : Student
- 2000 : The Bogus Witch Project (TV) : Joshua (segment The Bel Air Witch Project)
- 2003 : Monster Makers (TV) : Brent Corman
- 2004 : Burning Annie : Charles
- 2004 : Un mariage de princesse : Military Guard
- 2005 : National Lampoon's Adam & Eve (en) : Munch
- 2006 : Dreamland : Abraham
- 2008 : Cloverfield de Matt Reeves : Charlie
- 2013 : Bones : Dr Oliver Wells, interne (saison 8)

### Comme réalisateur et scénariste
- 2012 : The Words (avec Lee Sternthal)
- 2015 : Les revers de l'amour (Baby, Baby, Baby)